# Joseph Ludwig Raabe
Joseph Ludwig Raabe (Brody, 15 maggio 1801 – Zurigo, 22 gennaio 1859) è stato un matematico svizzero.

## Biografia
Dato che i genitori erano abbastanza poveri, Raabe fu costretto a guadagnarsi da vivere sin da molto piccolo dando lezioni private. Iniziò a studiare matematica nel 1820 al Politecnico di Vienna, in Austria. Nell'autunno del 1831 si spostò a Zurigo, dove divenne professore di matematica nel 1833. Nel 1855 divenne professore al Politecnico Svizzero rifondato.
È conosciuto soprattutto per il criterio di Raabe (un corollario al criterio di d'Alembert), che serve a determinare la convergenza o la divergenza di serie infinite.

## Opere pubblicate
- Differential und Integralrechnung (Zurigo, 1839-1847)
- Mathematische Mitteilungen (2 volumi) (1857-1858)